# Kaat Van Stralen
Kaat Van Stralen is een Belgische muzikante uit Aarschot. Ze is vooral bekend door haar bijzondere muziekstijl waarin ze elementen van punk, pyschedelica en alternatieve spoken word combineert. Ze brak door met haar debuutsingle “Stop Met Wenen”, waarmee ze het taboe rond huilen en emotionele expressie wil doorbreken. Met deze single won ze de 13de editie van de Studio Brussel muziek wedstrijd “De Nieuwe Lichting”.

## Carrière
Kaat van Stralen begon haar carrière als soloproject, maar al snel vormde dit muzikaal project zich tot een band. Samen met Melvin Slabbinck (drums), Anton Robberechts (gitaar), Faust De Vigelaere (bas) en Kaat zelf als leadzangeres is de punkband compleet. Haar muziek wordt gekarakteriseerd door haar poëtische teksten, de verscholen maatschappelijke kritiek en feministische boodschappen, met elementen van Wende, Sophie Straat en Spinvis.

## Doorbraak
In januari 2025 won Kaat Van Stralen, samen met Alice Mae en Uwase, “De Nieuwe Lichting” van Studio Brussel met haar single “Stop Met Wenen”. Het was de eerste keer dat alle winnaars vrouwen waren. Deze overwinning leverde haar airplay op bij Studio Brussel en ondersteuning bij de start van haar muzikale carrière. Verder kwamen ze nog op de cover van magazine Knack Focus en kregen ze professionele begeleiding van VI.BE voor verdere ontwikkeling binnen de muziekwereld.

## Discografie
| Single         | Datum van verschijning |
| -------------- | ---------------------- |
| Twaalf         | 23 maart 2023          |
| Stop Met Wenen | 12 juni 2023           |

## Prijzen
- 2023 - 2024: SoundTrack Vlaams-Brabant
- 2025: De Nieuwe Lichting